# Glossaire de la couverture
La couverture, métier du couvreur est une discipline ancienne, dont le vocabulaire spécifique est explicité ici.
- Haut – A
- B
- C
- D
- E
- F
- G
- H
- I
- J
- K
- L
- M
- N
- O
- P
- Q
- R
- S
- T
- U
- V
- W
- X
- Y
- Z

## A
- About - Voir Remanier.
- Aiguille ou Poinçon - Partie qui s'élève de Huit à neuf pouces au-dessus du toit, et que l'on revêt d'ardoises ou de plomb. On la nomme aussi étan[U 1].
- Aile de mouche - Sorte de clou pour attacher la latte[U 1].
- Aissan - Bardeau[U 1].
- Amortissement - Dernière faîtière d'une lucarne qui joint le grand comble, et qui est coupée angulairement[U 1].
- Appentis - Comble qui n'est qu'à un égout[U 1].
- Approche et Contre-approche - Nom que l'on donne aux ardoises dont on diminue la largeur et qui joignent celles formant arêtiers[U 1].
- Ardoise - Sorte de pierre qui se divise par feuillets minces, et dont on couvre les toits[U 1].
- Armée - Jouée de lucarne, de l'épaisseur d'un mur de dossier de cheminée, que l'on couvre d'ardoises attachées sur un enduit en plâtre[U 1].
- Arêtier - Enduit de plâtre ou de mortier qui se fait sur l'angle saillant d'un arêtier de charpente, pour sceller et couvrir l'extrémité des portions de tuiles qui s'y joignent angulairement - Cette portion angulaire, et qui n'est point enduite lorsque le comble est couvert d'ardoises, porte le même nom ; il en est de même de la table de plomb ou de zinc que l'on rapporte dessus[U 1].
- Asseau, Assette ou Hachette - Voir Essette
- Auge - Espèce de caisse de bois qui sert à porter le mortier ou à gâcher et porter le plâtre[U 2].

## B
- Bardeaux - Petits morceaux de merrain ou de douves de vieilles futailles, débités en lattes de dix à douze pouces de long sur six à sept de large, dont on se sert pour couvrir les bâtiments peu considérables[U 2].
- Bascule - égout qui a le double de la saillie ordinaire - On dit égout en bascule[U 2].
- Battelement - Partie basse d'un comble jetant ses eaux dans un chéneau, ou dans une gouttière derrière une cheminée; c'est une espèce de petit égout de peu de saillie, composé de deux ardoises ou de deux tuiles[U 2].
- Bavette - Nappe de plomb que l'on place au-devant d'une lucarne ou au devant d'un chéneau[U 2].
- Bourriquet ou Chat - Espèce de chevalet léger sur lequel on dépose l'ardoise avant de la mettre en place[U 2].
- Brandir Les Chevrons - Les affermir, les fixer avec des chevilles de fer[U 2].
- Brisis - Endroit où le vrai comble se joint au faux dans une couverture brisée dite à la mansarde[U 2].
- Brocher - Mettre de la tuile en pile sur des lattes entre les chevrons[U 2].

## C
- Chanlatte - Pièce de bois refendue diagonalement d'une arête à l'autre, servant à former les égouts pendants[U 2].
- Chéneau - Anciennement chaîneau, canal couvert en plomb que l'on fait au bas des combles pour en recevoir les eaux et les conduire dans des tuyaux de descente ou dans des gouttières; Chéneau à bavette - Celui qui est placé au bord d'un entablement au-devant duquel est une nappe de plomb que l'on nomme bavette[U 3].
- Chevalet - Petit comble de forme triangulaire, qui a lieu derrière une lucarne, un fronton, une souche de cheminée[U 3].
- Chevron - Pièce de charpente sur laquelle on attache la latte ou la volige[U 3].
- Claire-voie (Couvrir à)- Laisser entre chaque tuile la distance du tiers de sa largeur[U 3].
- Comble - Synonyme de toit - Voir Toit.
- Contre-arêtier - Nom de l'ardoise qui précède celle qui est coupée obliquement pour former l'arêtier.
- Contre-latte - Tringle de bois, longue et mince, qu'on attachait contre les lattes, entre les chevrons et à l'intérieur du comble: les unes étaient de fente et servaient à la tuile; les autres étaient de sciage et servaient à l'ardoise - Et l'autre ne sont plus en usage[U 3].
- Coussinet - Un rouleau de paille nattée que l'on attache sous les échelles, pour les empêcher de glisser et de casser les tuiles ou les ardoises sur lesquelles elles sont posées[U 3].
- Couverture - Elle se fait avec de la tuile, de l'ardoise, du plomb, du cuivre, de la tôle, du bardeau ou petites planches minces et étroites, du chaume, du jonc, du roseau, etc.[U 3].
- Coyaux - Petits bouts de chevrons que l'on cloue à l'extrémité de ceux qui - Posent sur l'entablement, pour adoucir la pente du comble et donner la saillie nécessaire à l'égout[U 3].
- Crête - Scellement en plâtre ou en mortier que l'on fait sur les faîtières, et qui les lie les unes aux autres[U 3].
- Crochet de tuile - Petite éminence que l'on fait à l'extrémité de chaque tuile pour l'arrêter sur la latte[U 3].
- Crossette - Les plâtres que l'on fait de chaque côté et en avant d'une lucarne à la capucine, devant laquelle passe ou non l'entablement, ou bien à l'extrémité d'un solin, au bas d'un tuyau de cheminée; ce sont aussi les deux espèces de tasseaux sous une vue de faîtière[U 3].
- Croupe - Partie d'un comble qui couvre le mur de pignon d'un édifice, et qui est terminée par deux arêtiers[U 4].
- Croupe (Demi-) - Partie du toit formant le retour d'un comble en appentis[U 4].

## D
- Défense - Nom d'une corde à laquelle on s'attache pour monter sur des combles roides, ou au bout de laquelle on suspend une latte qui pend sur la voie publique[U 4].
- Dépecé - On dit qu'une tuile est dépecée lorsqu'elle est échancrée[U 4].
- Devers - Pente en plâtre que l'on fait sous la tuile et sous l'ardoise des solins et des niellées, pour renvoyer l'eau sur le toit[U 4].
- Dévirure - Ou plutôt Dérivure - C'est, à l'extrémité d'un comble isolé, couvert en ardoises, la coupe de l'ardoise et le filet en plâtre que l'on fait sur le mur de pignon - Ce que l'on nomme niellée dans un comble couvert en tuile; On nomme aussi dérivure toute antre coupe parallèle à la longueur de l'ardoise ou perpendiculaire; telles sont celles qui sont le long d'un châssis en tabatière, d'une nappe de plomb, etc.[U 4].
- Doublis - Dans un égout ou dans un batellement, le second rang de tuiles ou d'ardoises faisant partie de cet égout - Ce rang n'est ordinairement fait qu'avec des demi-tuiles ou pièces[U 4].

## E
- Écaille - Nom des ardoises étroites et arrondies dans le bout de la partie visible servant à la couverture des dômes[U 4].
- Échandole, Aissan, ou Aissis - Voir Bardeau
- Échenal, écheneau ou échenet - Voir Gouttière
- Égout - Bord saillant d'une lucarne, la saillie d'un toit dans un chéneau, ou celle au-delà d'une corniche ou entablement - Il y a des égouts simples, dits retroussés ou ordinaires; ceux-ci ne sont faits que de deux ou de trois tuiles, et d'autres que l'on nomme doubles ou en bascule, parce qu'ils sont faits de cinq tuiles, dont deux sont posées en retraite sous les autres; Égout pendant - Celui qui est en saillie et en'contre - Bas d'un mur sans entablement, et qui est supporté par une chanlatte; Égout de brisis - Celui du vrai comble au-dessus du comble à la mansarde[U 5].
- Embardellement - Nom du dernier rang d'ardoises qui, joignant l'égout de brisis en haut d'une mansarde, est taillé en pointe par le bas, et cloué par le haut au lieu d'être scellé[U 5].
- Embarure, ou embarrure - Filet en plâtre que l'on fait au bas et de chaque côté des faîtières pour boucher le vide entre elles et les tuiles[U 5].
- Embase - Bande de plomb que l'on place au bas d'un arêtier d'un comble en ardoise[U 5].
- Enclume - Outil en fer sur lequel les couvreurs coupent l'ardoise avant de la clouer[U 5].
- Enfaîteau - Tuile creuse, plus large et plus évasée à un bout qu'à l'autre, qu'on nomme aussi à cause de sa forme, oreille de chat, et qui sert à des vues de faîtières; Enfaîter - Poser les tuiles faîtières et les sceller par des crêtes et embarures de plâtre ou de mortier, sur le faîte d'une couverture de tuiles ou d'ardoises[U 5].
- Engraver - Entailler une bande de plomb sur une gouttière en bois; on rapporte sous ladite bande du linge graissé de suif, et on l'arrête avec grand nombre de clous - On engrave aussi les bords d'une bavette de plomb au pied des poteaux d'une lucarne; Engravure - Une nappe de plomb clouée en son pourtour sur la jonction de deux gouttières en bois, faisant le service d'un chéneau, pour empêcher l'eau d'entrer dans ce joint[U 5].
- Essette - Espèce de marteau dont la tête est courbée en portion de cercle - Il porte d'un côté un tranchant pour couper les lattes, et de l'autre une surface plate pour les attacher[U 6].
- Éventail - Petite partie de couverture cintrée qui couronne le haut d'une lucarne à fronton ou d'une lucarne à chevalef[U 6].

## F
- Faîte ou Faîtage - Arête, par le haut d'un comble, que forme la réunion de deux toits: elle est couverte de faîtières ou d'une nappe de plomb[U 6].
- Faîtière - Espèce de tuile courbée en portion de cercle, dont on se sert pour couvrir le haut des couvertures en tuiles, et souvent celles en ardoises[U 6]; Glacis pour solin, niellée - Parement[U 7].
- Fécine Ou Facine - Voir Coussinet[U 6].
- Filet - Petit solin de plâtre ou de mortier qui sert à sceller le dernier rang de tuiles ou d'ardoises par le haut d'un appentis, au-devant d'une souche de cheminée, ou sous un égout de brisis - On nomme ainsi généralement toute partie de plâtre qui sert à sceller le haut des tuiles ou des ardoises[U 6].
- Flèche - Couverture pyramidale de la tour ou de la cage d'un clocher[U 6].
- Fourchette Ou Reprise de noue - Endroit où les petites noues d'une lucarne se joignent à la pente du comble[U 6].
- Fourer - Garnir de plâtre et de tuileau le dessous des faîtières pour les affermir[U 6].

## G
- Garnir - Voir Fourer
- Gironnées - Tuiles et ardoises qui sont plus étroites par un bout que par l'autre - On gironne les tuiles ou les ardoises pour couvrir des combles en pyramides[U 6].
- Glacis - Enduit que l'on fait sur la volige ou sur un lattis jointif pour recevoir le plomb d'un faîtage, d'un arêtier, ou bien sur les coyaus au bas d'un comble pour lui donner plus de pente[U 6].
- Gouttière - Canal fait dans une pièce de bois de charpente refendue diagonalement et creusée en angle droit, ou bien fait avec une nappe de plomb que l'on place sous un battellement, derrière une cheminée ou derrière une lucarne, pour recevoir les eaux des parties de comble supérieures et les jeter sur les parties inférieures[U 7].

## J
- Jointif - Il se dit d'un lattis dont les voliges sont placées sans laisser de vides entre elles[U 7].
- Jouée - Les deux côtés d'une lucarne, et que l'on revêt quelquefois en ardoises[U 7].

## L
- Latte - Morceau de bois de chêne refendu suivant son fil, qu'on façonne dans les forêts et qui sert pour les couvertures en tuiles; il a quatre pieds de long, douze à dix-huit lignes de largeur, et deux à trois lignes d'épaisseur[U 7].
- Liaisonner - Clouer les lattes ou les voliges de manière qu'elles n'aboutissent pas toutes sur le même chevron; Liaisonner - Aussi poser les tuiles ou les ardoises de manière que le milieu de celles supérieures se trouve au droit de la rive de celles inférieures[U 7].
- Lignolet - Dans les faîtages couverts en ardoises, on appelle ainsi la pose en saillie du dernier rang d'ardoises d'un côté du comble, sur le côté qui lui est opposé[U 7].
- Long pan - Côté le plus long d'un comble, d'une lucarne[U 8].
- Lucarne - On nomme ainsi toute baie ouverte dans un comble pour donner du jour aux chambres en galetas et greniers qui y sont pratiqués - Leurs différentes façons déterminent leur nom[U 8]:
  - Lucarne flamande ou à chevalet - Lucarne qui à deux longs pans sans croupe sur le devant[U 8].
  - Lucarne à la capucine - Lucarne avec une croupe ou chapeau sur le devant[U 8].
  - Lucarne à fourrage - Grande lucarne à la capucine[U 8].
  - Lucarne à fronton - Lucarne dans les combles à la mansarde; son chapeau est cintré et couvert en plomb, en tuiles ou en ardoises[U 8].
  - Lucarne à éventail - Lucarne à chevalet ou à fronton, et qui est couronnée d'un petit égout circulaire que l'on nomme éventail[U 8].
  - Lucarne à demoiselle dite chien assis - Petite lucarne qui se fait au milieu du toit dont le comble est élevé obliquement: elle diffère d'une autre espèce de lucarne que l'on nomme rampante, en ce que le comble de celle-ci est dans une direction opposée, c'est-à-dire qu'il suit la pente du vrai comble[U 8].

## M
- Manier About - Remanier[U 8].
- Mansarde (Comble à la) - Comble brisé[U 8].
- Marteau - Outil carré par la tête, pointu par la panne, et qui à un manche de fer plat avec un biseau des deux côtés - Il sert à tailler et à attacher l'ardoise[U 8].
- Martelet - Petit marteau à tête carrée et à panne de travers - Celui-ci sert à écorner et à tailler la tuile suivant le besoin[U 8].

## N
- Nigoteau - Quart d'une tuile, que l'on place le long d'un solin ou d'une niellée[U 9].
- Noquet - Petit morceau de plomb de la forme d'une ardoise, plié et attaché sur le lattis au long des jouées de lucarne, au pourtour des châssis en tabatière, ou dans les angles rentrant des couvertures en ardoises[U 9].
- Noue - Angle rentrant d'une lucarne avec le grand comble, ou celui que forment deux combles qui se joignent - Lorsque le toit est couvert en tuiles, les noues se couvrent de même, mais lorsque le comble est en ardoises, elles se couvrent en plomb - Il y a des noues à un et à deux tranchis, c'est-à-dire avec une ou deux bordures[U 9].

## O
- Œil-de-bœuf - Toute baie ronde ou ovale pratiquée dans une couverture ou dans un dôme pour y donner du jour; elle est ordinairement revêtue de plomb[U 9].

## P
- Pan - Partie de la couverture d'un édifice dont les plus longs côtes s'appellent longs pans[U 9].
- Parement - Tout glacis ou enduit que l'on fait en plâtre ou en mortier sur la volige ou sur le lattis, pour sceller, et quelquefois aussi pour donner du devers aux dernières ardoises ou unies qui forment l'extrémité des parties de comble - Ces parements ont lieu sous un batellement, un arêtier, un solin, une ruellée, etc.[U 9].
- Pente - Maçonnerie faite de lattes ou de voliges jointives, enduites de plâtre par-dessus, et dressées pour recevoir des nappes de plomb, soit pour chéneaux, gouttières, noues, etc.[U 9]; C'est aussi un massif fait de plâtras et de plâtre dressés dessus pour recevoir la nappe de plomb qui forme chéneau[U 9].
- Pièce - Toute demi-tuile ou demi-ardoise qu'on, emploie aux égouts, battellemens et filets[U 9].
- Pied-droit - Nom que l'on donne à un petit bout de gouttière en bois ou en plomb placé au bas d'une aile de mur, derrière une lucarne, une cheminée, un chevalet, enfin dans un angle qui à peu de profondeur[U 10].
- Plâtre - Tous les solins, filets, arêtiers, ruellées, crêtes, embarures, etc., qui se font sur les couvertures en tuiles ou en ardoises[U 10].
- Pointe - Extrémité d'un comble de bâtiment, de clocher, etc.[U 10].
- Pointes - Nom collectif des tuiles formant le premier rang d'un égout en bascule, qui, étant posées diagonalement, présentent des pointes[U 10].
- Pureau - Partie qui reste visible de chaque ardoise ou de chaque tuile étant posée - On dit d'un comble qu'il a tant de pureaux sur sa hauteur, c'est-à-dire le nombre de rangs de tuiles ou d'ardoises dont il est composé[U 10].

## R
- Recherche - Il se dit de la réparation d'une couverture où l'on met quelques tuiles ou quelques ardoises à la place de celles qui manquent, soit que l'on fasse ou non[pas clair] la réfection des ruellées, solias, arêtiers et autres plâtres dégradés[U 10].
- Relatter - Garnir un comble de lattes neuves après en avoir levé la tuile ou l'ardoise et l'ancien lattis[U 10]. Remanier à Bout, ou simplement Remanier - Déposer la couverture en tuiles ou en ardoises, soit pour refaire le lattis pourri, soit pour remettre la couverture de niveau, après avoir dressé et calé les chevrons[U 10].
- Ressaut - Nom des bourrelets que l'on fait à l'extrémité des nappes de plomb d'un chéneau[U 10].
- Rigotau - Tuile fendue en long qu'on emploie aux solins tiercine[U 10].
- Rouleau - Voir Coussinet[U 10].
- Ruellée - Bordure de plâtre ou de mortier que l'on fait à l'extrémité d'un comble isolé et couvert en tuiles[U 10].

## S
- Sauton - Ainsi que l'on nomme une ardoise qu'on est obligé de réduire sur sa largeur pour compléter un rang ou pureau; On fait souvent des sautons lorsqu'on remploie de la vieille ardoise[U 11].
- Solin - aux filets de plâtre ou de mortier qu'on fait le long des murs, des cheminées, des lucarnes, enfin tous les plâtres qui sont parallèles à la longueur de la tuile ou de l'ardoise et qui servent à les sceller; ceux qui sont parallèles à sa largeur se nomment filets[U 11].
- Souche - Plusieurs tuyaux de cheminée passant au travers d'un comble[U 11].
- Sous-doublis - Premier rang de tuiles qu'on pose de niveau pour former un égout[U 11].

## T
- Terrasse - Partie de couverture d'un bâtiment, faite en plate-forme, recouverte en plomb[U 11].
- Terrasson - Nom des petites parties de couverture en plate-forme[U 11].
- Tiercine - Nom d'une tuile que l'on est obligé de réduire sur sa largeur pour compléter le rang ou pureau près d'un solin ou d'une niellée[U 11].
- Tire-clou - Un outil de fer plat, coudé en dessus et dentelé des deux côtés, dont on se sert pour arracher les clous qui retiennent l'ardoise sur la volige[U 11].
- Toit - Assemblage de tuiles ou d'ardoises servant à couvrir un édifice[U 11].
  - Toit plat - Celui qui à peu de pente[U 11].
  - Toit à deux égouts - Celui dont le faîtage est continu d'un pignon à l'autre, et qui, par conséquent, jette l'eau de deux côtés seulement[U 11].
  - Toit en appentis - Celui qui, étant adossé à un mur, n'a qu'un égout[U 12].
  - Toit en pavillon - Celui qui à quatre faces triangulaires se, réunissant au sommet ou poinçon
- Torchon - Voir Coussinet
- Tranchis - Rang d'ardoises ou de tuiles échancrées diagonalement, que l'on pose sur les bords d'une noue ou au bas d'une jouée de lucarne;
- Tuile - Espèce de planche d'environ six lignes d'épaisseur, servant à couvrir les édifices - Elle est faite d'argile mêlée de terre-glaise pétrie, moulée, séchée, puis cuite dans un four fait exprès - Il y en à de différentes façons, plate ou à crochet, dont on se sert pour les couvertures ordinaires; faitière ou courbe, dont on se sert pour couvrir les faitages; flamande, qui à la forme d'une S, dont on se sert pour les haugards; gironnée, qui à la forme trapèze, dont on se sert pour les rotondes ou combles circulaires[U 12].

## V
- Volice ou Volige - Latte dont on se sert pour les couvertures en ardoises: elle porte de 4 à 6° de large sur 3 à 5 lignes d'épaisseur - Elle est de bois de peuplier ou de marronnier[U 12].
- Vue de faîtière - Petite ouverture que l'on pratique sur les toits pour donner du jour aux greniers - Elle est formée d'une faitière soutenue par deux tasseaux en plâtre[U 12].